# Matteo Zurloni
Matteo Zurloni (né le 20 mars 2002) est un sportif italien spécialisé dans l'escalade sportive.
Il est champion du monde en vitesse aux mondiaux de 2023.

## Biographie
Matteo Zurloni étudie à l'Université de Milan. En juillet 2022, il participe pour la première fois à une coupe du monde d'escalade à Villars. Il avait 19 ans. En 2023, son meilleur résultat sur le circuit en coupe du monde est une 8e place qu'il a obtenu en avril 2023 à Séoul.
Aux Championnats du monde de Berne en 2023, il améliore son record personnel à 5,02 s en quart de finale, établissant un nouveau record européen; il atteint la finale et profite d'un faux départ de son adversaire Jinbao Long pour devenir champion du monde en 5,56 s.

## Palmarès

### Championnats du monde
- 2023 à Berne,  Suisse
  -  Médaille d'or en vitesse